# Campanula patula
La campanula bienne (nome scientifico Campanula patula L., 1753) è una pianta erbacea dai fiori a forma di campanella appartenente alla famiglia delle Campanulaceae.

## Etimologia
Il nome generico (campanula) deriva dalla forma a campana del fiore; in particolare il vocabolo deriva dal latino e significa: piccola campana.

Dalle documentazioni risulta che il primo ad usare il nome botanico di “Campanula” sia stato il naturalista belga Rembert Dodoens, vissuto fra il 1517 e il 1585. Tale nome comunque era in uso già da tempo, anche se modificato, in molte lingue europee. Infatti nel francese arcaico queste piante venivano chiamate “Campanelles” (oggi si dicono “Campanules” o “Clochettes”), mentre in tedesco vengono dette “Glockenblumen” e in inglese “Bell-flower” o “Blue-bell”. In italiano vengono chiamate “Campanelle”. Tutte forme queste che derivano ovviamente dalla lingua latina. L'epiteto specifico (patula) deriva dal latino "spatulatus" (= ampio cucchiaio) e fa riferimento alla forma spatolata delle foglie.
Il binomio scientifico della pianta di questa voce è stato proposto da Carl von Linné (1707 – 1778) biologo e scrittore svedese, considerato il padre della moderna classificazione scientifica degli organismi viventi, nella pubblicazione Species Plantarum - 1: 163. 1753 del 1753.

## Descrizione

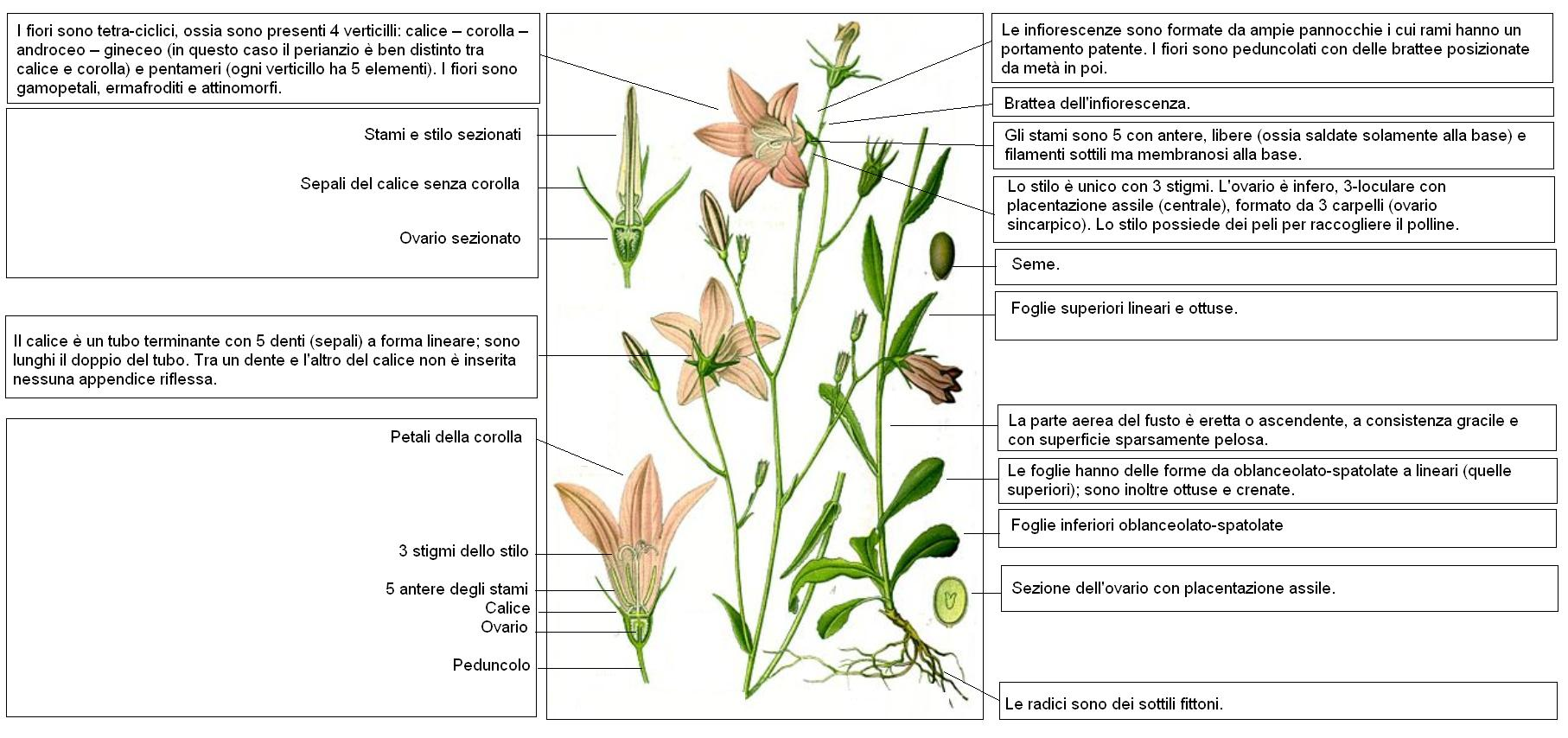
Descrizione delle parti della pianta

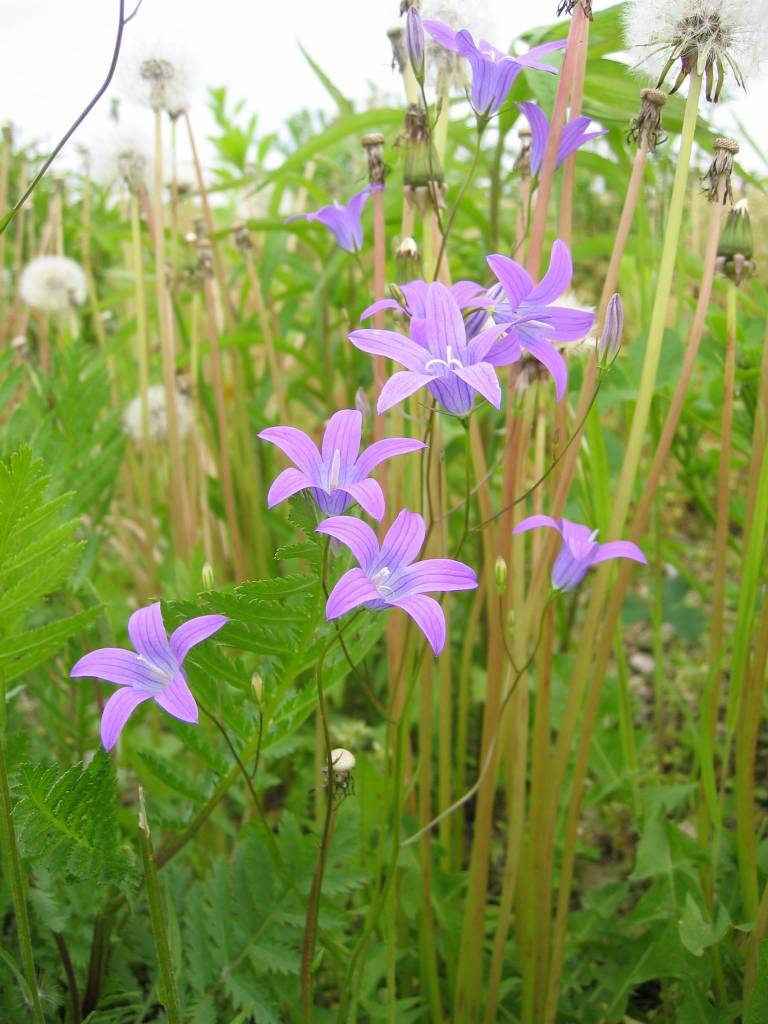
Portamento

(La seguente descrizione è relativa alla specie Campanula patula s.l.; per i dettagli delle varie sottospecie vedere più avanti.)

Queste piante arrivano al massimo a 3 - 7 dm di altezza. La forma biologica è emicriptofita bienne (H bienn), ossia in generale sono piante erbacee con gemme svernanti al livello del suolo e protette dalla lettiera o dalla neve e si distinguono dalle altre per il ciclo vitale biennale. In alcuni casi possono essere considerate anche a ciclo biologico perenne. Queste piante contengono inoltre lattice lattescente e accumulano inulina.

### Radici
Le radici sono dei sottili fittoni. 

### Fusto
La parte aerea del fusto è eretta o ascendente, a consistenza gracile e con superficie sparsamente pelosa.

### Foglie
Le foglie hanno delle forme da oblanceolato-spatolate a lineari (quelle superiori); sono inoltre ottuse e crenate.

### Infiorescenza

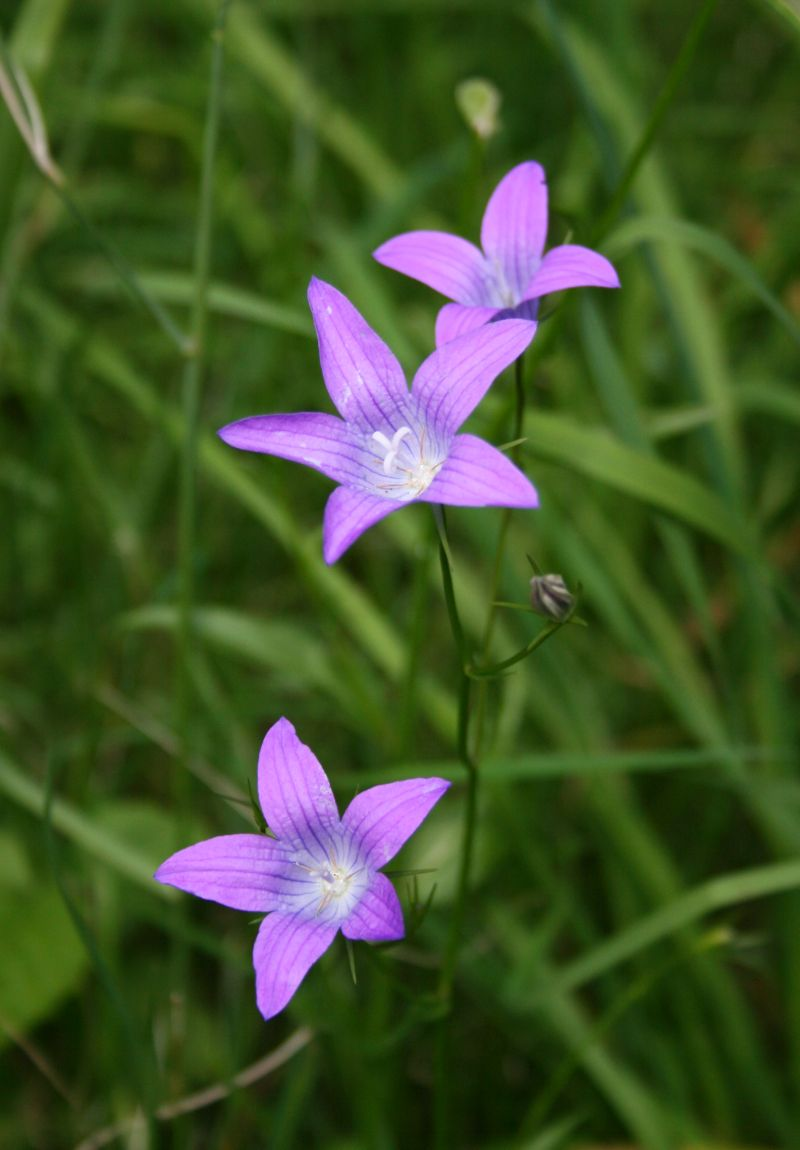
Infiorescenza

Le infiorescenze sono formate da ampie pannocchie i cui rami hanno un portamento patente. I fiori sono peduncolati con delle brattee posizionate da metà in poi.

### Fiore

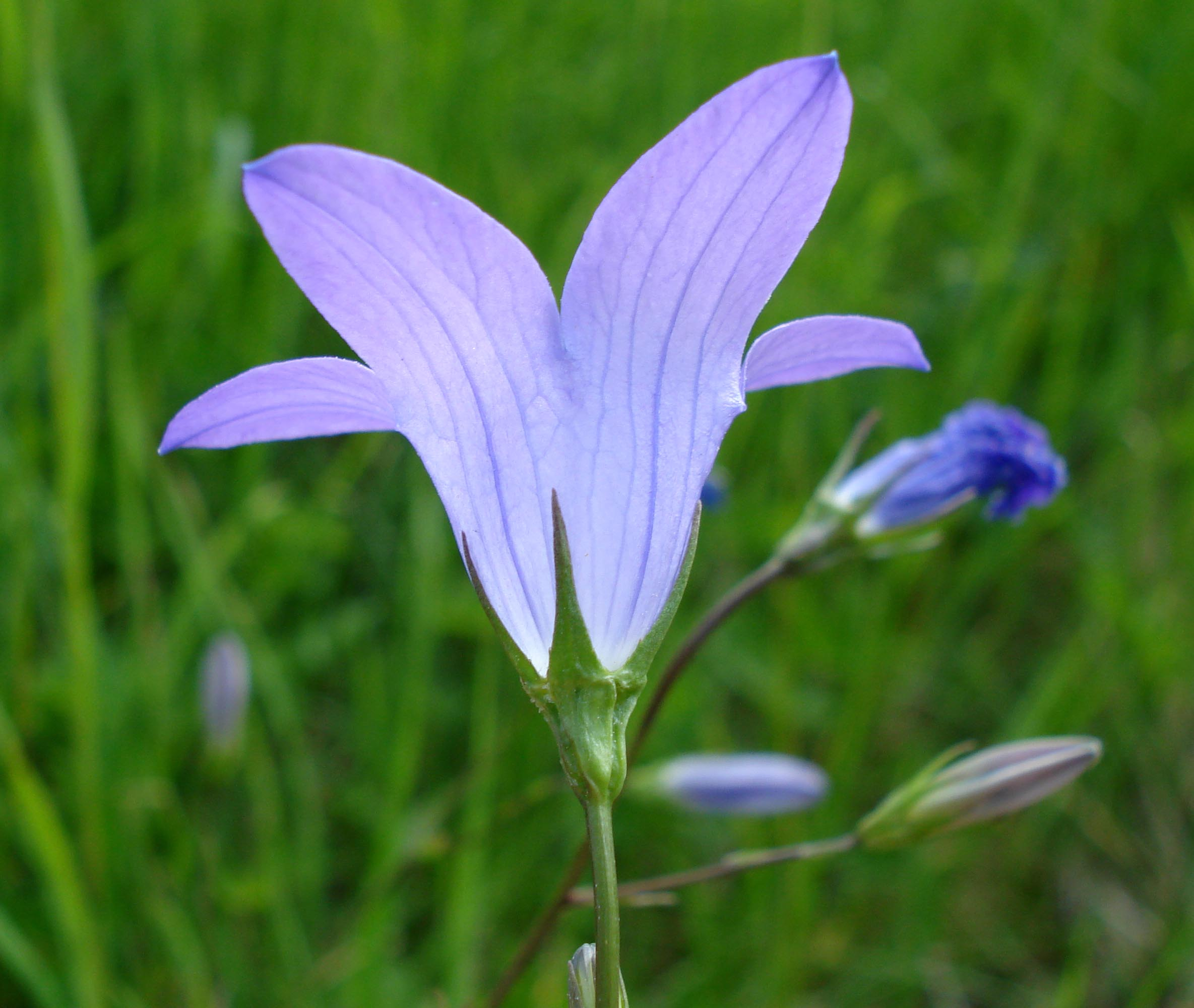
Calice e corolla

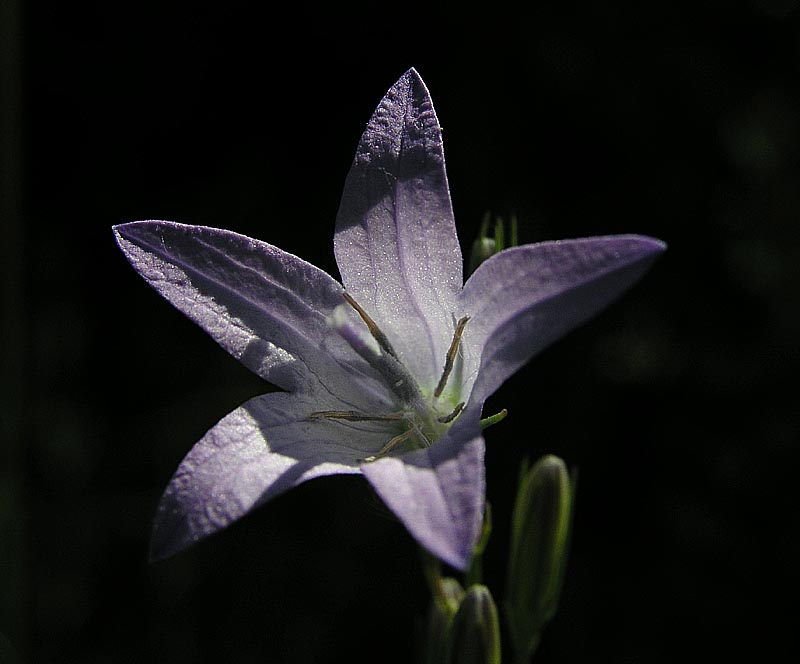
Stami e stilo

I fiori sono tetra-ciclici, ossia sono presenti 4 verticilli: calice – corolla – androceo – gineceo (in questo caso il perianzio è ben distinto tra calice e corolla) e pentameri (ogni verticillo ha 5 elementi). I fiori sono gamopetali, ermafroditi e attinomorfi.
- Formula fiorale: per questa pianta viene indicata la seguente formula fiorale:

K (5), C (5), A (5), G (2-5), infero, capsula
- Calice: il calice è un tubo terminante con 5 denti (sepali) a forma lineare; sono lunghi il doppio del tubo. Tra un dente e l'altro del calice non è inserita nessuna appendice riflessa.
- Corolla: la corolla campanulata è formata da 5 petali più o meno concresciuti in un tubo ed è divisa fino quasi a metà. La corolla si allarga regolarmente dalla base alle fauci. Il colore è azzurro-lillacino (in alcuni casi è tendente al rossastro). I petali sono privi di ali marginali. Lunghezza della corolla: 2 – 3 cm.
- Androceo: gli stami sono 5 con antere, libere (ossia saldate solamente alla base) e filamenti sottili ma membranosi alla base. Il polline è 3-porato e spinuloso.
- Gineceo: lo stilo è unico con 3 stigmi. L'ovario è infero, 3-loculare con placentazione assile (centrale), formato da 3 carpelli (ovario sincarpico). Lo stilo possiede dei peli per raccogliere il polline.
- Fioritura: in genere da maggio a agosto.

### Frutti
I frutti sono delle capsule ovoidi, erette provviste di 10 robusti nervi; sono poricide 3-loculari, con deiscenza laterale o nella parte apicale sotto i denti del calice. I semi sono molto minuti.

## Riproduzione
- Impollinazione: l'impollinazione avviene tramite insetti (impollinazione entomogama). In queste piante è presente un particolare meccanismo a "pistone": le antere formano un tubo nel quale viene rilasciato il polline raccolto successivamente dai peli dallo stilo che nel frattempo si accresce e porta il polline verso l'esterno.[10]
- Riproduzione: la fecondazione avviene fondamentalmente tramite l'impollinazione dei fiori (vedi sopra).
- Dispersione: i semi cadendo a terra (dopo essere stati trasportati per alcuni metri dal vento, essendo molto minuti e leggeri – disseminazione anemocora) sono successivamente dispersi soprattutto da insetti tipo formiche (disseminazione mirmecoria).

## Tassonomia
La famiglia di appartenenza della Campanula patula (Campanulaceae) è relativamente numerosa con 89 generi per oltre 2000 specie (sul territorio italiano si contano una dozzina di generi per un totale di circa 100 specie); comprende erbacee ma anche arbusti, distribuiti in tutto il mondo, ma soprattutto nelle zone temperate. Il genere di questa voce appartiene alla sottofamiglia Campanuloideae (una delle cinque sottofamiglie nella quale è stata suddivisa la famiglia Campanulaceae) comprendente circa 50 generi (Campanula è uno di questi). Il genere Campanula a sua volta comprende 449 specie (circa 50 nella flora italiana) a distribuzione soprattutto circumboreale.

Il numero cromosomico di C. patula è: 2n = 20 e 40. Alcune sottospecie sono diploidi e tetraploidi.

### Sottospecie
Per questa specie sono riconosciute valide quattro sottospecie (oltre alla sottospecie principale patula) qui di seguito descritte. (Non tutte le checklist riconoscono queste sottospecie)

#### Sottospeciepatula

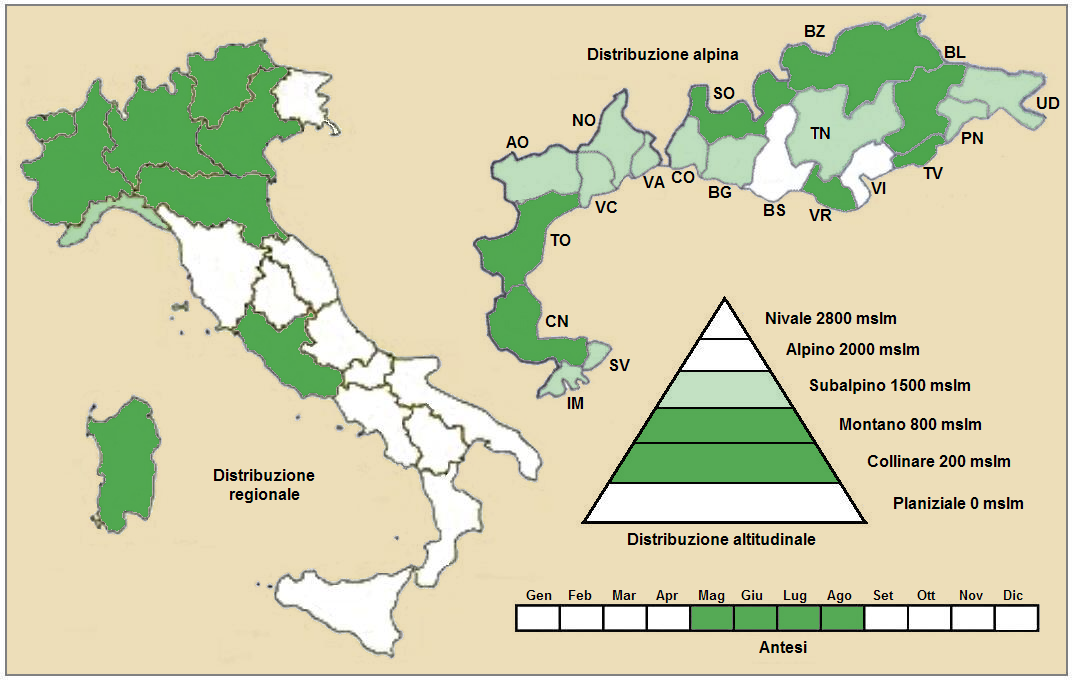
Distribuzione della sottospecie patula
(Distribuzione regionale – Distribuzione alpina)

- Nome scientifico: Campanula patula L. subsp. patula.
- Nome comune: campanula patula, campanula a rami patenti.
- Descrizione: la lunghezza dei denti del calice dei fiori terminali è di 3 – 11 mm; il contorno dei sepali è intero o eventualmente alla base sono presenti 1 - 2 dentelli lunghi meno di 0,5 mm; il calice è per lo più glabro; la lunghezza della corolla è di 14 – 29 mm. Il rapporto tra le lunghezze dei lobi della corolla e la lunghezza dei denti del calice è 1,2 - 3,5. Si tratta di una sottospecie diploide.
- Fioritura: da maggio a agosto.
- Geoelemento: il tipo corologico (area di origine) è Eurasiatico.
- Distribuzione: in Italia questa sottospecie è presente sul margine settentrionale delle Alpi. Fuori dall'Italia, sempre nelle Alpi, questa specie si trova in Francia (dipartimenti di Hautes-Alpes e Alpes-Maritimes), Svizzera (cantoni Berna, Vallese, Ticino e Grigioni), Austria (Länder del Vorarlberg, Tirolo Settentrionale, Tirolo Orientale, Salisburgo, Carinzia, Stiria, Austria Superiore e Austria Inferiore) e in Slovenia. Sugli altri rilievi europei collegati alle Alpi si trova nella Foresta Nera, Vosgi, Massiccio del Giura, Massiccio Centrale, Pirenei e Carpazi.[8] Nel resto dell'Europa è presente nelle zone settentrionali, centrali e orientali.
- Habitat: l'habitat tipico sono i cespuglieti, le radure; ma anche i prati e i pascoli mesofili.  Il substrato preferito è sia calcareo che siliceo con pH neutro, medi valori nutrizionali del terreno che deve essere mediamente umido.
- Distribuzione altitudinale: sui rilievi queste piante si possono trovare da 300 a 1800 m s.l.m.; frequentano quindi i seguenti piani vegetazionali: collinare, montano e in parte quello subalpino.
- Fitosociologia: dal punto di vista fitosociologico la presente sottospecie appartiene alla seguente comunità vegetale:[8]

Formazione : comunità delle macro- e megaforbie terrestri
Classe : Molinio-Arrhenatheretea
Ordine : Arrhenatheretalia elatioris
Alleanza : Arrhenatherion elatioris

#### Sottospeciecostae

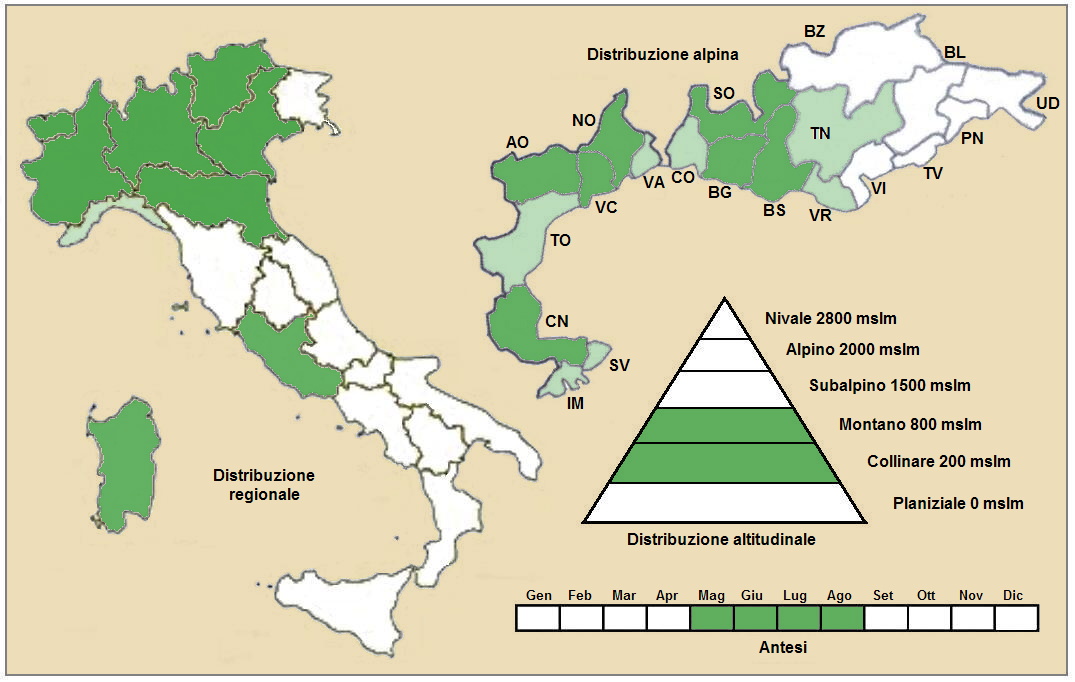
Distribuzione della sottospecie costae
(Distribuzione regionale – Distribuzione alpina)

- Nome scientifico: Campanula patula L. subsp. costae (Willk.) Nyman, 1879
- Basionimo: Campanula costae Willik., 1868.
- Nome comune: campanula di Costa.
- Descrizione: la lunghezza dei denti del calice dei fiori terminali è di 9 – 22 mm; alla base sono presenti 1 - 2 dentelli lunghi più di 0,5 mm; la parte interna del calice è quasi sempre pelosa; la lunghezza della corolla è di 16 – 34 mm.  Il rapporto tra le lunghezze dei lobi della corolla e la lunghezza dei denti del calice è 0,7 - 1,5.  Si tratta di una sottospecie diploide.
- Fioritura: da maggio a agosto.
- Geoelemento: il tipo corologico (area di origine) è Orofita - Sud Ovest Europeo.
- Distribuzione: in Italia questa specie è presente nelle Alpi Occidentali, Appennino Settentrionale e in Sardegna. Fuori dall'Italia, sempre nelle Alpi, questa specie si trova in Francia (dipartimenti di Isère, Savoia e Alta Savoia), in Svizzera (cantone Vallese). Sugli altri rilievi europei collegati alle Alpi si trova nel Massiccio del Giura, Massiccio Centrale e Pirenei.[8]
- Habitat: l'habitat tipico sono le praterie rase, i prati e i pascoli mesofili (anche rocciosi) del piano collinare e montano e i margini erbacei dei boschi. Il substrato preferito è sia calcareo che siliceo con pH neutro, medi valori nutrizionali del terreno che deve essere secco.
- Distribuzione altitudinale: sui rilievi queste piante frequentano i seguenti piani vegetazionali: collinare e montano.
- Fitosociologia: dal punto di vista fitosociologico la presente sottospecie appartiene alla seguente comunità vegetale:[8]

Formazione: delle comunità delle macro- e megaforbie terrestri
Classe: Trifolio-Geranietea sanguinei
Ordine: Origanetalia vulgaris

#### Sottospeciejahorinae

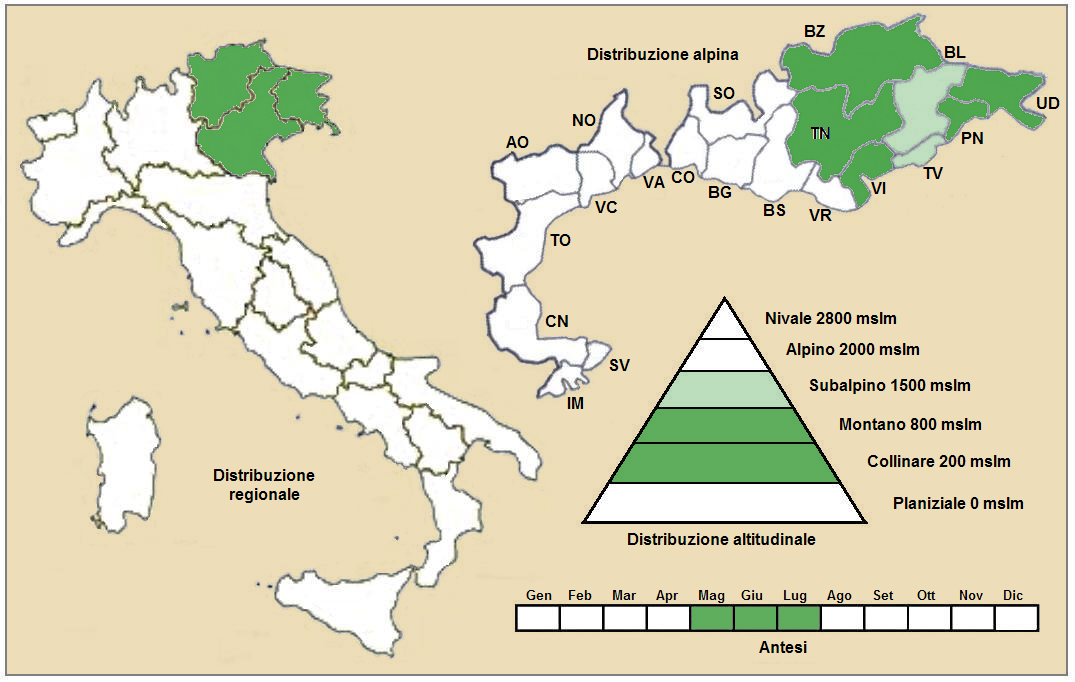
Distribuzione della sottospecie jahorinae
(Distribuzione regionale – Distribuzione alpina)

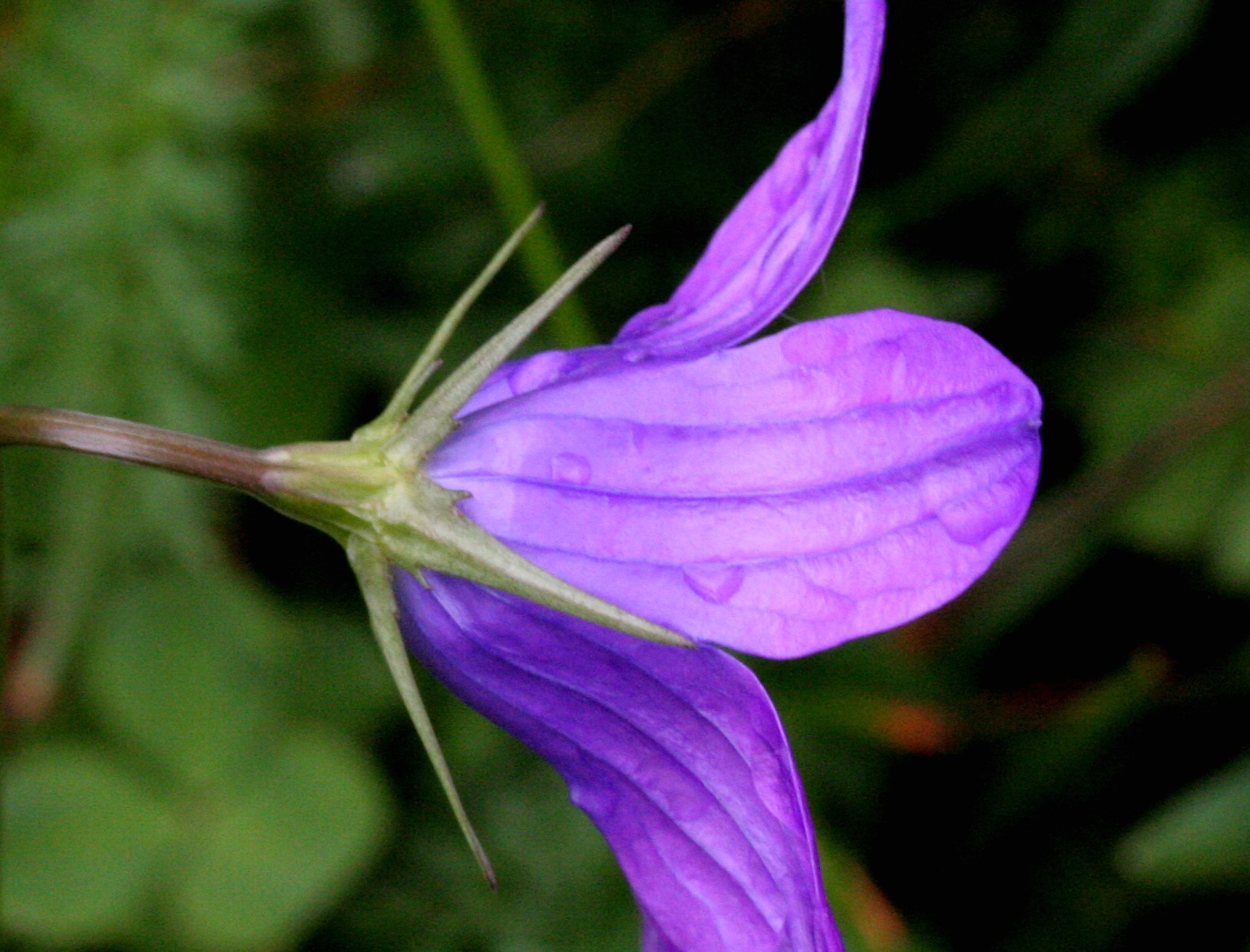
Campanula patula subsp jahorinae
Cima Sappada, Sappada (BL), 1290 m s.l.m. - 23 giugno 2010

- Nome scientifico: Campanula patula L. subsp. jahorinae  (K.Malý) Greuter & Burdet	, 1981.
- Basionimo: Campanula patula var. jahorinae K.Malý, 1907.
- Nome comune: campanula della Jahorina.
- Descrizione: la lunghezza dei denti del calice dei fiori terminali è di 8 – 18 mm; il contorno è intero o eventualmente alla base sono presenti 1 - 4 dentelli lunghi meno di 0,5 mm; il calice è glabro; la lunghezza della corolla è di 20 – 37 mm.  Il rapporto tra le lunghezze dei lobi dell corolla e la lunghezza dei denti del calice è 1,0 - 2,3.  Si tratta di una sottospecie tetraploide.
- Fioritura: da maggio a luglio.
- Geoelemento: il tipo corologico (area di origine) è Orofita - Sud Est Europeo.
- Distribuzione: in Italia questa specie è presente nelle Alpi Orientali. Fuori dall'Italia questa specie si trova in Austria e nelle Alpi Dinariche.
- Habitat: l'habitat tipico sono i prati e i pascoli mesofili. Il substrato preferito è siliceo con pH acido, medi valori nutrizionali del terreno che deve essere mediamente umido.
- Distribuzione altitudinale: sui rilievi queste piante si possono trovare da 300 a 1800 m s.l.m.; frequentano quindi i seguenti piani vegetazionali: collinare, montano e in parte quello subalpino.
- Fitosociologia: dal punto di vista fitosociologico la presente sottospecie appartiene alla seguente comunità vegetale:[8]

Formazione : comunità delle macro- e megaforbie terrestri
Classe : Molinio-Arrhenatheretea
Ordine : Arrhenatheretalia elatioris
Alleanza : Arrhenatherion elatioris

#### Altre sottospecie
- Campanula patula subsp. abietina (Griseb. & Schenk) Simonk, 1887 - Distribuzione: Europa sud orientale
- Campanula patula subsp. epigaea (Janka ex Degen) Hayek, 1930 - Distribuzione: stesso areale della sottospecie patula
- Campanula patula subsp. alekovyi Ancev

### Sinonimi
Questa entità ha avuto nel tempo diverse nomenclature. L'elenco seguente indica alcuni tra i sinonimi più frequenti:
- Campanula allionii subsp. monanthos (Pant.) Nyman
- Campanula costae Willik., 1868 (sinonimo della sottospecie costae)
- Campanula bellidifolia Lapeyr.
- Campanula brachiata Seidl ex Opiz
- Campanula brodensis Formánek
- Campanula chrysogonii Sennen
- Campanula csepeliensis Gand.
- Campanula decurrens L.
- Campanula epigaea Degen
- Campanula flaccida (Wallr.) Dalla Torre & Sarnth. (sinonimo della sottospecie costae)
- Campanula jahorinae  (K. Malý) Landolt*Campanula monanthos Pant.
- Campanula neglecta  Schult.
- Campanula patene Gueldenst.
- Campanula patene Gueldenst. ex Ledeb.
- Campanula patula subsp.  abietina Simonkai
- Campanula patula subsp.  debilis Kuveav
- Campanula patula subsp.  flaccida (Wallr.) Soó
- Campanula patula subsp.  peterfii (Soó ex Jav.) Soó
- Campanula patula subsp.  vajdae (Penzes) FED.
- Campanula patula var.  albiflora Syr.
- Campanula patula var.  calycina Willk.
- Campanula patula var.  calyciserrata Beyer
- Campanula patula var. costae (Willk.) O.Bolòs & Vigo	 (sinonimo della sottospecie costae)
- Campanula patula var.  decurrens (L.) Schult.
- Campanula patula var. flaccida (sinonimo della sottospecie patula)
- Campanula patula var.  glauca Kuntze
- Campanula patula var.  grandiflora A.DC.
- Campanula patula var.  hirsuta Schur
- Campanula patula var. jahorinae  K. Malý
- Campanula patula var.  latifolia A.DC.
- Campanula patula var.  macrocalyx Kuntze
- Campanula patula var.  parva Merino
- Campanula patula var.  pauciflora A. DC.
- Campanula patula var.  peterfii (Soó ex Jav.) Soó
- Campanula patula var.  platyphylla Kuntze
- Campanula patula var.  serratisepala Murr
- Campanula patula var.  stricta Opiz
- Campanula patula var.  thyrsiflora Kuntze
- Campanula patula var.  uniflora Noulet
- Campanula patula var.  vajdae Soó
- Campanula pinifolia Vuk.
- Campanula stefanoffii  F. Herm.
- Campanula vajdae  Penzes
- Campanula velenovskyi  Adamovic
- Neocodon patulus (L.) Kolak. & Serdyuk.
- Rapunculus patulus (L.) Fourr.

## Altre notizie
La campanula a rami patenti in altre lingue è chiamata nei seguenti modi:
- (DE)  Gewöhnliche Wiesen-Glockenblume
- (FR)  Campanule étalée
- (EN)  Spreading Bellflower